# Донец (Изюмский район)
Доне́ц (укр. Донець; до 1924 г. Дарьевский, до 2016 Черво́ный Доне́ц) — посёлок, административный центр Донецкой поселковой общины, Изюмский район, Харьковская область, Украина.
Донецкая поселковая община - одна из самых богатейших общин Украины в 2020 и 2021 году. Тут находится главный офис лидирующей Украинской компании в области газодобычи «Шебелинкагазвидобування».

## Географическое положение
Донец находится в месте впадения реки Шебелинка в реку Северский Донец.
На противоположном берегу находятся много озёр, в том числе оз. Лиман, урочище Андреевский Бор и посёлок городского типа Андреевка.
Рядом находится Шебелинское газовое месторождение и проходят газо- и конденсатопроводы.

## История
- 1860 г. — хутор Дарьевский.

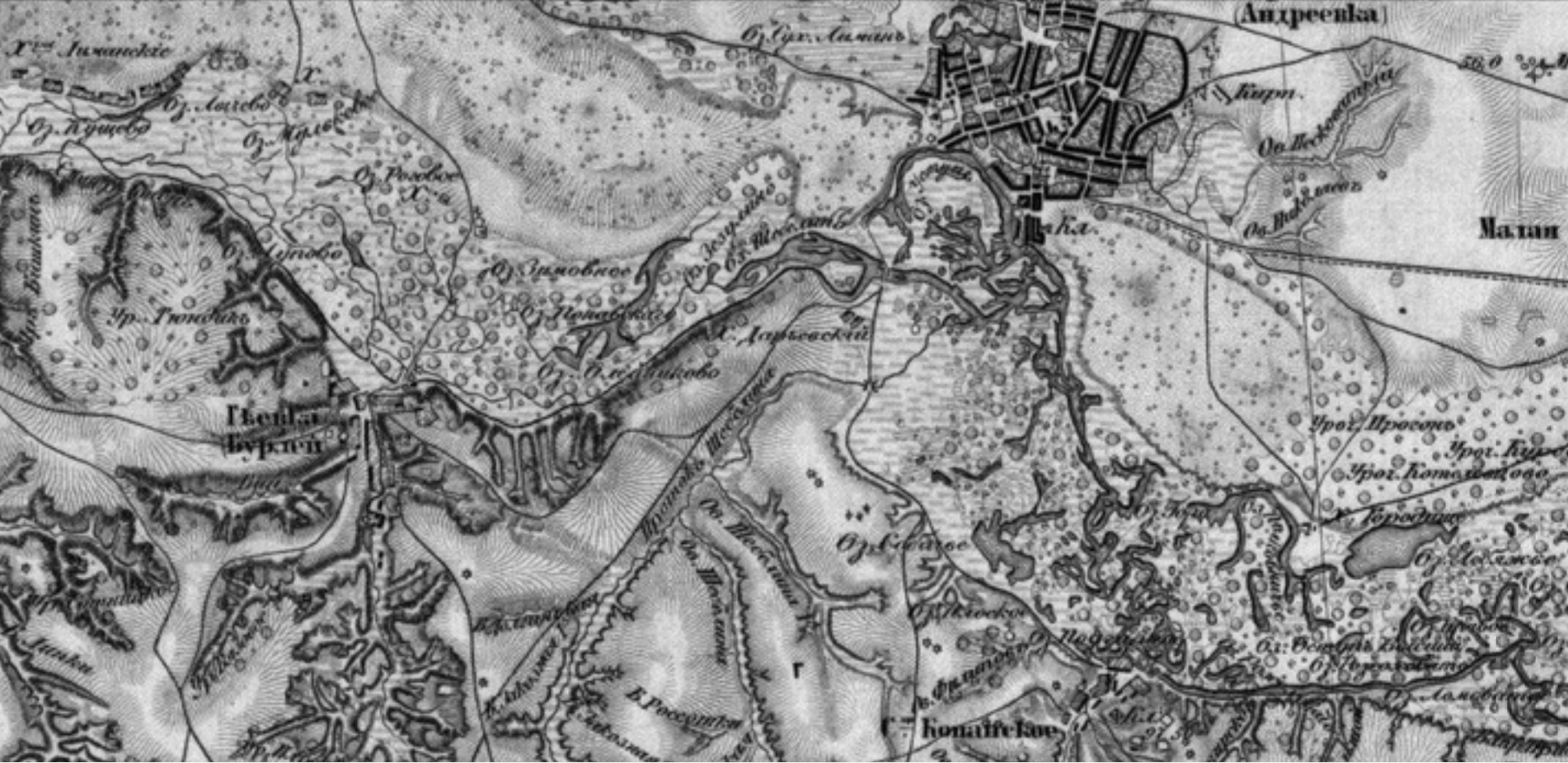
Хутор Дарьевский на Трехверстной Военно-Топографической карте Российской Империи Ф.Ф. Шуберта

- 1924 г. — хутор Червоный Донец (укр. Червоний Донець).

В 1956 году, после открытия Шебелинского газового месторождения, здесь началось строительство посёлка газовиков и буровиков Червоный Донец, в 1959 году получивший статус посёлка городского типа.
В январе 1989 года численность населения составляла 9653 человека, 
В мае 1995 года Кабинет министров Украины утвердил решение о приватизации находившихся здесь опытного завода и строительного управления.
На 1 ноября 2024 года численность населения составляла более 9 тысяч человек.
12 мая 2016 года согласно проекту постановления Верховной Рады Украины №4468 поселок городского типа Червоный Донец был переименован в поселок городского типа Донец.

## Предприятия
- Градообразующее предприятие «Шебелинкагазвидобування» НАК "Нафтогаз України".
- Оператор кабельного телевидения ООО «Кворум».
- Свалка ТБО ЖКХ «Червоний Донець», 2,25 га.
- Физкультурно - оздоровительный комплекс "ФОК Газовик".

## Транспорт
Посёлок находится в 4 км от железнодорожной станции Шебелинка (на линии Харьков — Святогорская)

## Образование и культура
- две школы и детская музыкальная школа
- Дворец культуры, 1 детская и 2 общественные библиотеки.
- Детский оздоровительный лагерь «Факел» (санаторного типа).
- Богослужения проводятся в храме УПЦ (МП) Архангела Михаила (построен в 2000 году).

## Спорт

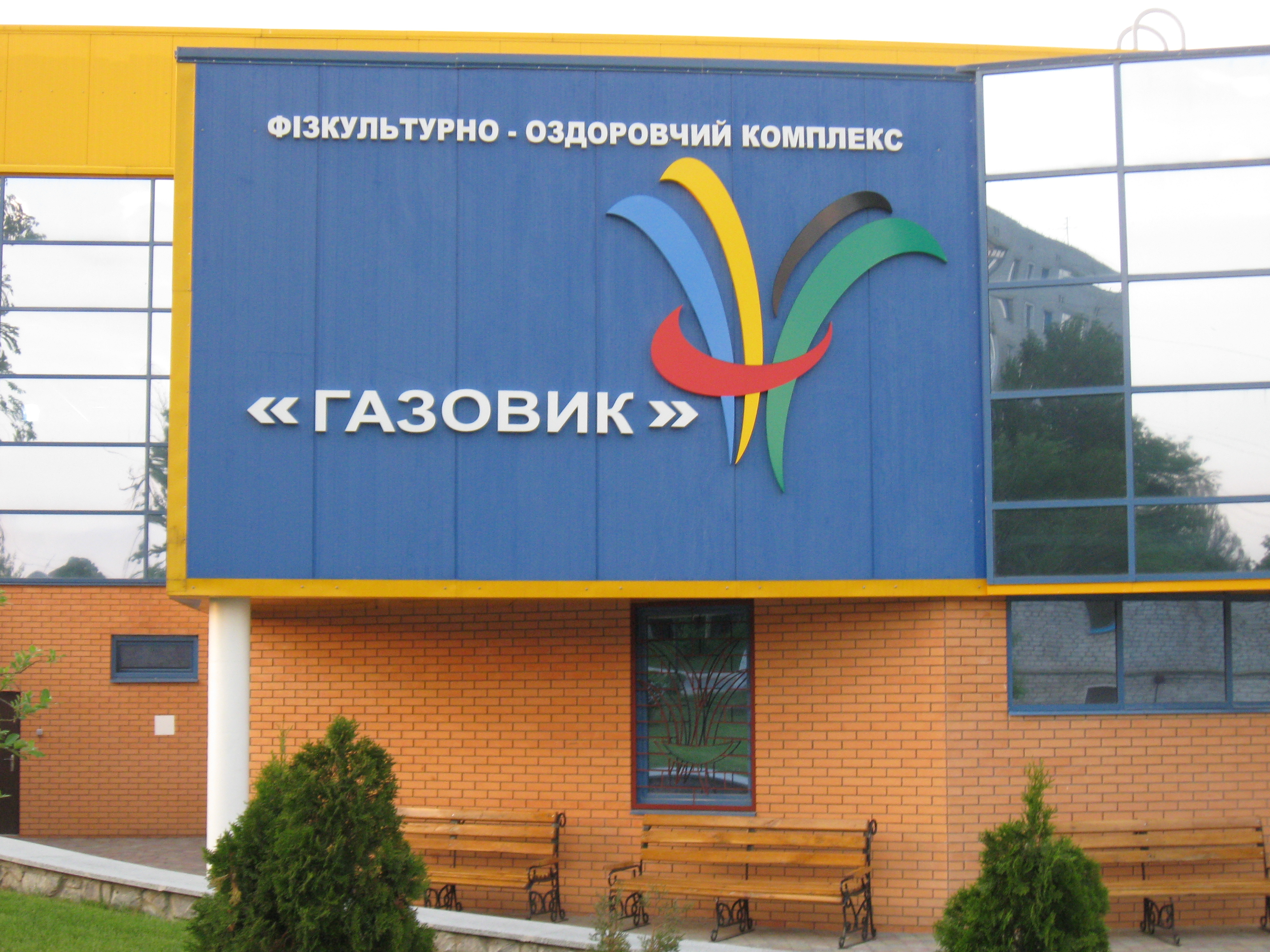
Физкультурно-оздоровительный комплекс "Газовик"

- В поселке базируется футбольный клуб "Газовик", который проводит домашние игры на стадионе областного значения "Газовик".
- Физкультурно-оздоровительный комплекс "Газовик" (введено в эксплуатацию 11 октября 2011).
- Спортивная база по академической гребле.

## Инфраструктура
- Больничный комплекс.

## Памятники
- Памятники участникам и жертвам Великой Отечественной войны, героям-ликвидаторам аварии на Чернобыльской АЭС, памятная плита солдатам Афганской войны.